# Diego Florettini
Diego Florettini (Cervarese Santa Croce, 8 maggio 1924 – 20 aprile 2014) è stato un calciatore italiano, di ruolo attaccante.

## Carriera
Militò nel Padova nelle stagioni 1941-1942, 1943-1944, 1945-1946, disputando quindi il Campionato Alta Italia 1944.
Inoltre giocò anche per il Giorgione, squadra della Provincia di Treviso.